# Mokrîi Iziumeț
Mokrîi Iziumeț sau Iziumeț (în ucraineană Мокрий Ізюмець / Ізюмець) este un râu în raionul Izium din regiunea Harkov, Ucraina, afluent stâng al Donețului.
Are o lungime de 26 km, suprafața bazinului hidrografic 446 km². Izvorăște în platoul Prioskol, la nord-est de satul Bugaevka. Se varsă în râului Doneț în raza orașului Izium. Are 2 afluenți Kunie (din dreapta) și Suhoi Iziumeț (din stânga).
Valea râului este trapezoidală, are o lățime de 2 km și o adâncime de 50 m. Albia râului este ușor șerpuitoare și are o lățimea medie de 5 m. Panta râului este de 1,3 m/km.
Alimentarea principală este din zăpezi și din ploi. Vara, în unele zone devine puțin adânc și seacă. Îngheață la sfârșitul lui noiembrie, se dezgheață în martie.
Debitul este parțial reglat. Apa râului este folosită pentru irigații.